# 고명승
고명승(高明昇, 1935년 7월 18일~)은 前 육군 제3군 사령관을 지낸 군인이며 이후 정치가로 활동하였다.

## 생애
1979년 당시 하나회의 멤버였던 고명승은 전두환의 명령에 따라 육사 15기 출신이며 역시 하나회의 멤버였던 청와대 경호실장 직무대리였던 정동호 준장과 청와대 경호병력을 당시 대통령이었던 최규하 대통령 권한대행의 승인 없이 무단으로 출동시켜 총리공관의 경비를 맡고 있었던 육본 헌병 경호대장 구정길 중령 예하의 헌병 병력들을 제압하고 총리공관을 무력으로 접수하여 12.12 쿠데타의 성공에 일조했다. 12.12 쿠데타가 성공으로 끝난 후, 전두환 정권 때는 군사 정권에서 수경사령관, 보안사령관 등, 승진을 거듭하였고 전두환이 몰락한 후에는 3군 사령관까지 승진하였다. 하나회 내에서도 전두환 계열이었으며, 노태우가 대통령이 된 후, 육군 참모 총장이 되고 싶어 하였으나, 3군 사령관을 끝으로 더 이상 승진하지 못하고 육군 대장 계급을 끝으로 퇴역한 것으로 회자된다.
1992년 제14대 국회의원 선거에서 민주자유당 후보로 전라북도 부안군 선거구에 출마하였으나 민주당 이희천 후보에 밀려 낙선하였다. 1996년 제15대 국회의원 선거에서도 신한국당 후보로 같은 선거구에 출마하였으나 새정치국민회의 김진배 후보에 밀려 낙선하였다. 허화평, 허삼수, 정호용, 권정달 등 다수의 쿠데타 가담자들이 제6공화국에서도 최소 1번 국회의원에 당선된 반면 하나회에서도 몇 안되는 호남출신인 고명승은 신군부와 제5공화국에 대한 반감이 컸던 고향의 분노를 이겨내지 못했다.

## 학력
- 전라북도 전주사범학교 졸업
- 육군사관학교 15기 문학사
- 육군보병학교 졸업
- 육군기갑학교 졸업
- 육군포병학교 졸업
- 대한민국 국방대학교 행정학사 15기(1970년)
- 동국대학교 행정대학원 행정학 석사(1978년)

## 경력
- 육군대령, 청와대 경호실 작전담당관
- 육군소장, 제9보병사단장
- 육군중장, 국군보안사령관
- 육군대장, 제3야전군사령관
- 대한민국 예비역 장성모임 성우회 고문

## 고명승을 연기한 배우
- 2005년 최은석 - 제5공화국 MBC 드라마

## 같이 보기
- 12·12 군사 정변
- 전두환
- 노태우
- 정승화

## 역대 선거 결과
|  | 42.33% |

|  | 39.34% |